# 乞伏千年
乞伏千年（?—?），西秦宗室，陇西鲜卑人，是西秦国王乞伏归的兒子。
428年，西秦王乞伏暮末即位，任命叔父、右禁将军乞伏千年为镇北将军、凉州牧，镇守湟河。凉州牧乞伏千年，酗酒暴虐，不理公务。乞伏暮末派使臣责备他，乞伏千年大惧，投奔北凉。